# Utricularia platensis
Utricularia platensis är en tätörtsväxtart som beskrevs av Carlos Luis Spegazzini. Utricularia platensis ingår i släktet bläddror, och familjen tätörtsväxter. Inga underarter finns listade i Catalogue of Life.